# Languedoc Saint-Christol
Le saint-christol, ou languedoc-saint-christol, est un vin produit autour de la commune de Saint-Christol. Il s'agit d'une des dénominations géographiques au sein de l'appellation languedoc.

## Histoire

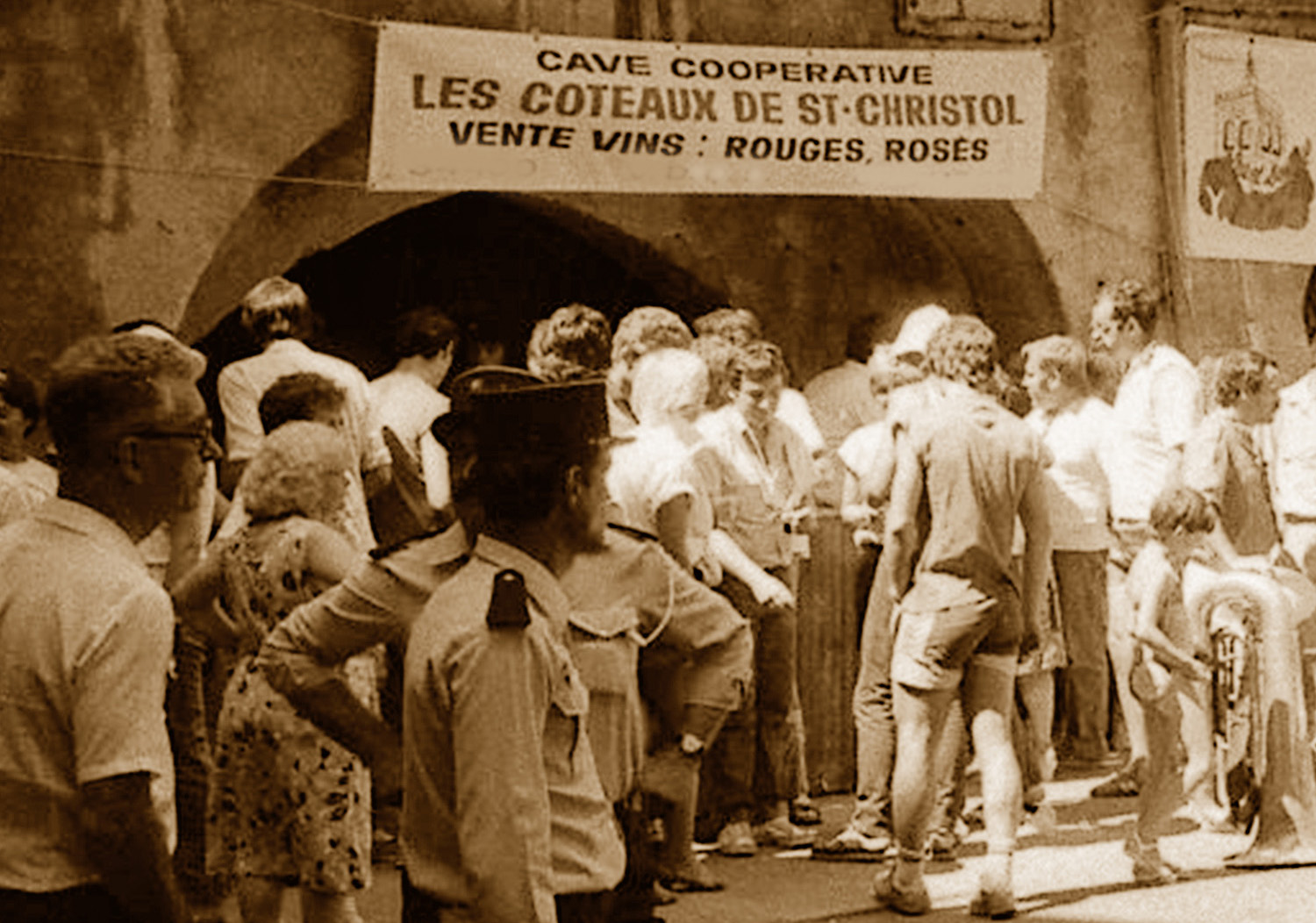
Stand de la coopérative à une fête des vins

Le vignoble est présent depuis le XIIe siècle. Son développement est dû à  une commanderie des Hospitaliers de Saint-Jean-de-Jérusalem, créée en 1139. 
« En 1941, débuta la construction de la Cave coopérative de Saint-Christol, véritable mère nourricière du village. Elle regroupa jusqu’à 216 adhérents pour une production maximale de 67 000 hl. Actuellement la cave coopérative regroupe une soixantaine de producteurs. ». Le 21 juillet 1952, les vignerons de Saint-Christol obtiennent la mention VDQS.
La dénomination Saint-Cristol Coteaux du Languedoc a été utilisée jusqu’en 2012. Le nom de l’appellation est dorénavant AOC Languedoc Saint-Cristol en attendant une reconnaissance en cru communal. 

## Géographie

### Présentation

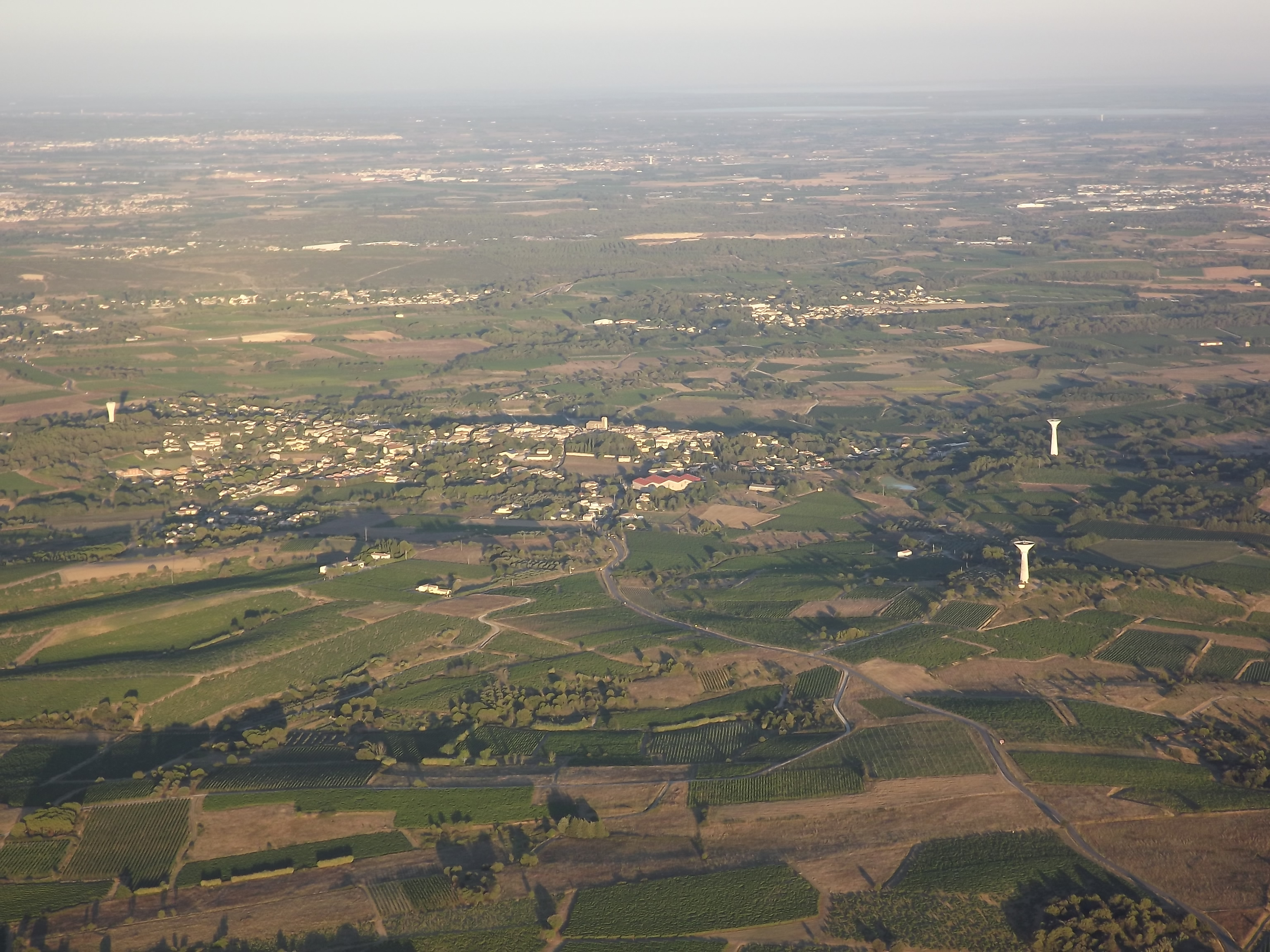
Vue aérienne du terroir de Saint-Christol

Au nord de Lunel, ce vignoble se situe entre mer et Cévennes. 

### Orographie
Ce terroir viticole, situé autour de la commune de Saint-Christol, est implantée  sur des coteaux, entre 50 et 100 mètres d’altitude. Il couvre 230 hectares<. Ses sols sont essentiellement composés de terrasses de galets roulés. 

### Géologie
Ils sont issus de formations tertiaires et quaternaires. Le tertiaire est composé de lentilles de marnes blanches qui affleurent ponctuellement. Ce sont des pièges pour l’eau (sources naturelles). Ils participent à l'alimentation de la vigne de façon continue.
Deux types d’alluvions quaternaire génèrent de sols différents. Les plus anciens, très profonds, sont composés de galets roulés, dont l'épaisseur varie de quelques centimètres, à des masses de plusieurs tonnes. Les plus récents, moins profonds, sont composés de petits galets rouges décalcifiés. Ces couches ont subi une érosion active due aux forts dénivelés des coteaux. Leur amalgame aboutit à des typicités de vins très hétérogènes. 

### Climat
Le climat, qui alterne influences méditerranéennes et maritimes (plus de fraîcheur la nuit, plus chaud le jour),  est particulièrement propice à la forte générosité des vins. Celle-ci est due à une belle maturité des raisins qui fournit des vins au caractère souvent épicé. 
La partie sud de l'AOC, sous influence maritime, a ses cépages qui mûrissent plus vite, « de 8 à 15 jours, contre 1 à 3 semaines pour l’autre côté du village. ». La zone géographique dispose d’une pluviométrie moyenne annuelle de 650 millimètres. Le climat, particulièrement tempéré, permet la diversification de l’encépagement ce qui confère à cette AOC sa typicité.

## Vignoble

### Encépagement
Cépages : grenache noir, mourvèdre noir, syrah noir, carignan noir, cinsault noir, counoise noir, morrastel noir, piquepoul noir.
« Le mourvèdre trouve ici un terroir de prédilection. Il est souvent assemblé au grenache et à la syrah. Ce sont des vins à la robe grenat aux reflets violacés, riches et puissants aux notes de fruits rouges, de mûres, de cassis, d’épices concentrées et de sous bois et noix de muscade. En bouche, ils présentent une belle structure ronde, veloutée et fondue. La syrah et le mourvèdre doivent, ensemble ou séparément, représenter 20 % de l’encépagement. Le grenache, quant à lui, doit être supérieur à 20 % quand le carignan est présent. Sinon, la proportion est supérieure à 10 %. Autres cépages complémentaires envisageables : le cinsault et le carignan. ».

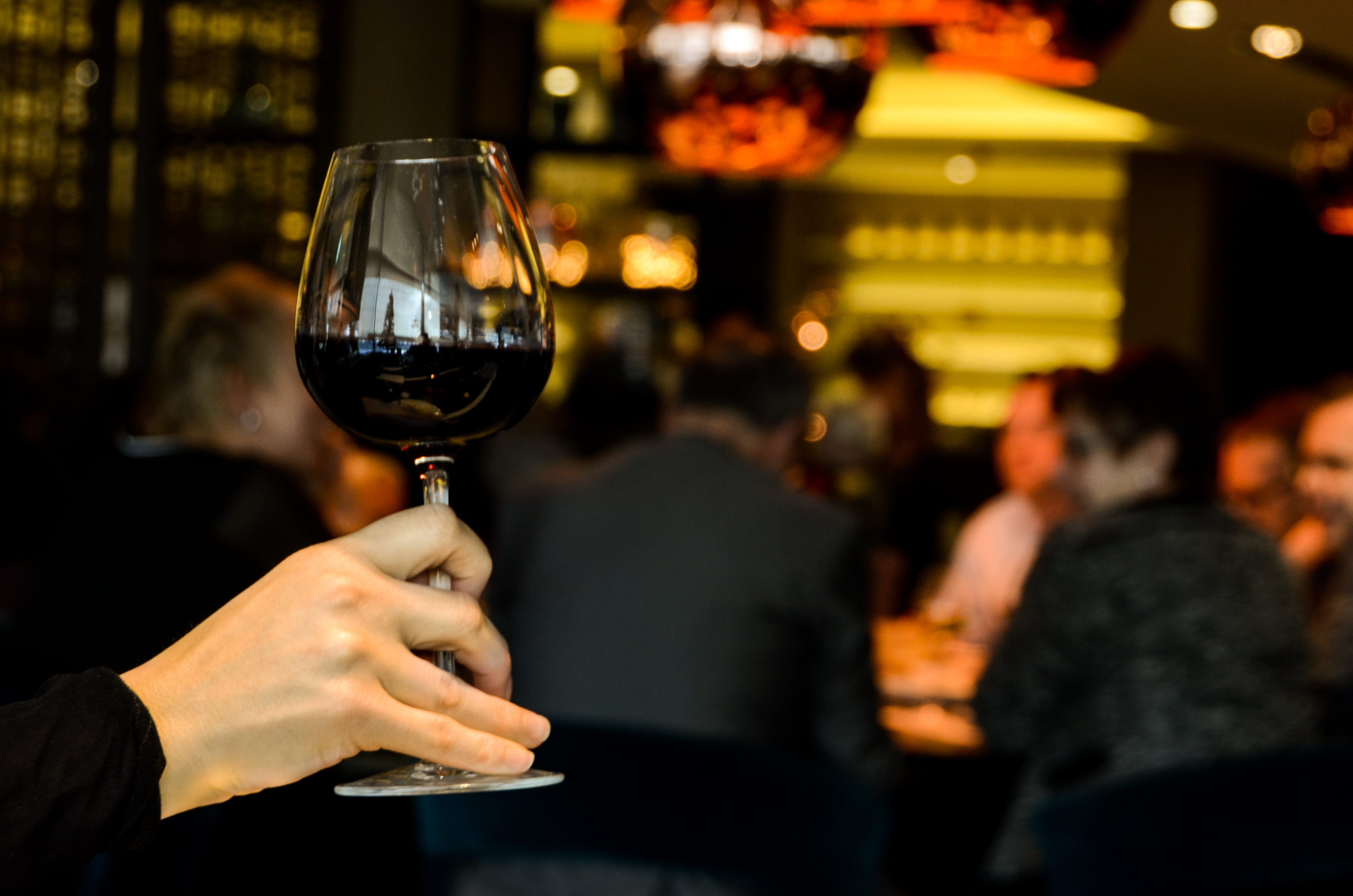
AOC Saint-Christol rouge de syrah et mourvèdre

### Type de vin et gastronomie
Ce terroir ne produit que des vins rouges et rosés  brillants, de couleur intense et charpentés. Les rouges, aux notes de poivre noir et fruits confits, sont aptes à un long vieillissement.  Les vins de ce terroir s'accordent parfaitement avec la volaille, le gibier, la charcuterie, les viandes blanches et rouges, les brochettes et les grillades.

### Liste des producteurs
Leur production annuelle est 6 590 hectolitres.
Cette production est assurée par la cave de Saint-Christol, le château des Hospitaliers, le domaine Bort, le domaine Cante Vigne, le domaine de La Coste-Moynier, le domaine Guinand, le domaine Haut Courchamp, le Clos de Bellevue.